# (5814) 1988 XW1
Az (5814) 1988 XW1 a Naprendszer kisbolygóövében található aszteroida. Ueda és Kaneda fedezte fel 1988. december 11-én.